# 시선 사이
《"시선 사이"》는 2016년에 개봉한 대한민국의 영화 작품이다. 국가인권위원회에서 제작한 인권을 소재로 한 옴니버스 영화 시선 시리즈 중 하나이기도 하다.

## 캐스팅
- 김동완 : 백우민 역
  - 정지훈 : 어린 백우민 역
- 오광록 : 김덕록(김 박사) 역
- 박주희 : 송세아 역
- 서영화 : 서영재(아주머니) 역
- 윤영민 : 송영란(송세아 언니) 역
- 정예녹 : 류민영 역
- 박지수 : 조지수 역
- 김진수 : 최진욱(떡볶이 삼촌) 역
- 박진수 : 구현서 역
- 김대곤 : 함일곤(체육 선생) 역
- 최진석 : 곽동남(담임 선생) 역
- 김선화 : 설소영(화학 선생) 역
- 권재환 : 한지환(국어 선생) 역
- 한혜수 : 오한숙(지수 엄마) 역
- 하다영 : 금솜(금 간호사) 역
- 김인우 : 강주완(치과 의사) 역
- 김준형 : 차동식(햄버거 가게 직원) 역
- 최홍일 : 백홍식(우민 부) 역
- 이명하 : 소동희(우민 여자친구) 역
- 최희서 : 경희서 역
- 임아대 : 표아대 역
- 김예다 : 손예다 역
- 이문정 : 선문정 역
- 김다흰 : 김은숙(앙상블 1) 역
- 김성훈 : 방문국(앙상블 2) 역
- 우범진 : 황운덕(앙상블 3) 역
- 성수연 : 남미리(앙상블 4) 역
- 이안나 : 지안나(앙상블 5) 역
- 백수장 : 하주현(주인집 아들) 역
- 이주원 : 남궁혜령(집주인 여사님) 역
- 김영필 : 배주완(이웃 주민) 역
- 문창길 : 천정수(아이스크림 장수) 역

## 같이 보기
- 여섯 개의 시선
- 다섯 개의 시선
- 세번째 시선
- 시선 1318
- 시선 너머
- 어떤 시선